# 通议大夫第
通议大夫第位于中国广东省梅州市大埔县百侯镇侯南村，是杨缵绪的故居，共三堂四横屋，九厅十八井。2010年5月10日成为广东省文物保护单位。